# Metoponrhis fuscipars
Metoponrhis fuscipars är en fjärilsart som beskrevs av George Francis Hampson 1926. Metoponrhis fuscipars ingår i släktet Metoponrhis och familjen nattflyn. Inga underarter finns listade i Catalogue of Life.